# 석숭

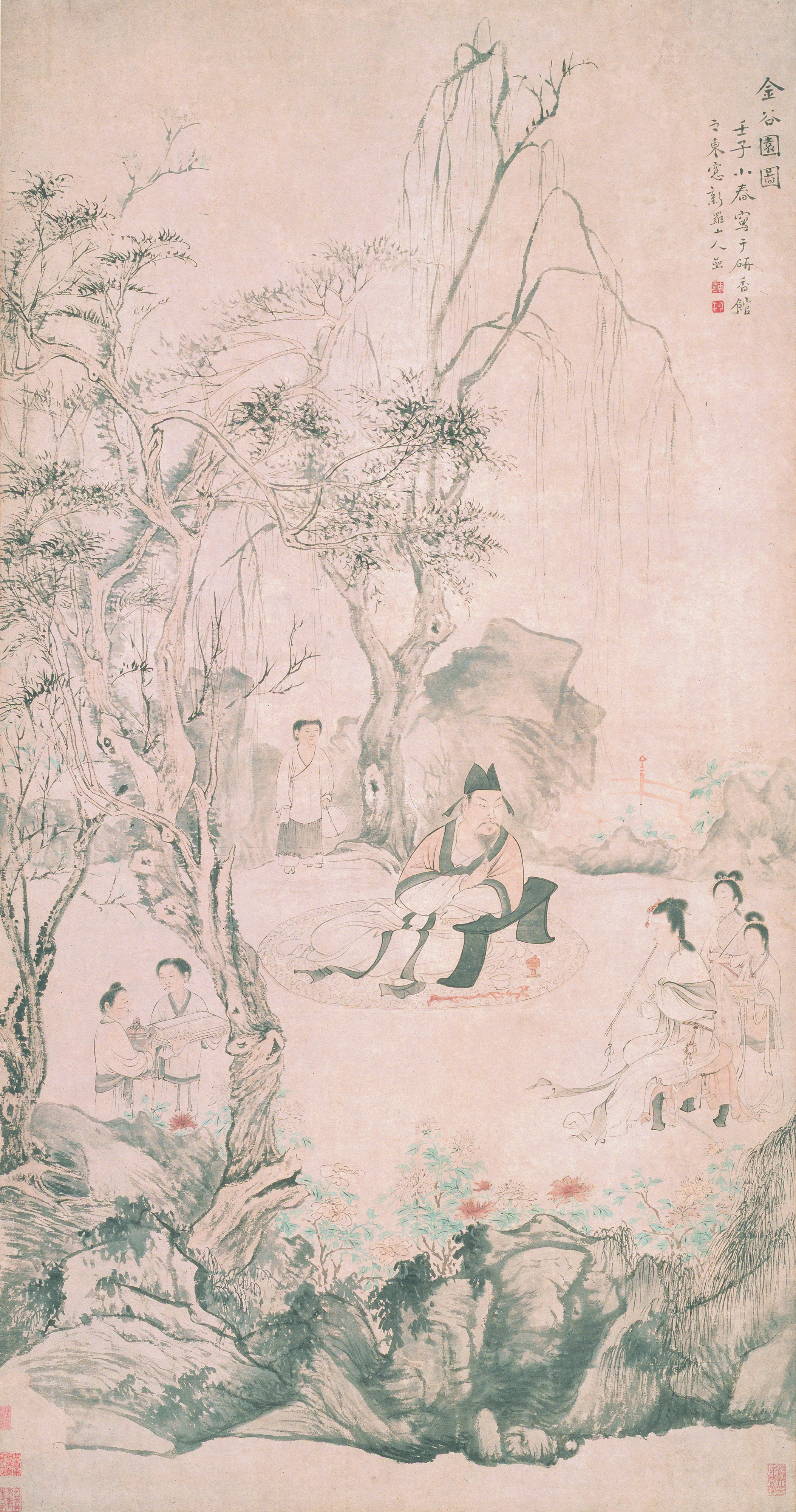

석숭(石崇, 249년 ~ 300년)은 중국 서진의 문인으로, 석포의 막내아들이며, 자는 계륜(季倫), 아명은 제노(齊奴)이며 발해군 남피현(南皮縣) 사람이다.

## 생애
무제 때 수무령(修武令)으로 관직을 시작해 성양태수 등을 지내고 안양향후(安陽鄕侯)로 봉해졌다. 혜제 때 중랑장(中郞將), 형주자사 등의 벼슬을 하였다. 형주자사에 부임하면서 항해와 무역으로 큰 부자가 되었는데, <진서(晉書)>에는 "멀리 가는 상인과 상인을 위협하여 치부하였다.”고 기록되어 있다.
사마충의 황후인 가남풍이 조정에서 전권을 휘두르며 가씨(賈氏) 일족의 권세가 커지자 가남풍의 조카인 가밀(賈謐)과 가까이 지내며 이른바 '24명의 벗(二十四友)' 가운데 하나로 불렸다. 학문과 시에도 능통하여 문인으로서의 명성도 높았다. 6권으로 된 문집이 있었던 것으로 알려져 있으며, 오늘날에도 '사귀인(思歸引)', '사귀탄(思歸歎)' 등의 시가 전해진다.
또한 매우 사치스러운 생활을 하였는데, <진서(晉書)>와 <세설신어(世說新語)> 등에는 황제의 인척인 왕개(王愷)와 부를 다투었다는 이야기가 전해진다. 그는 낙양 서쪽에 금곡원(金谷園)을 지었는데, 집안을 매우 호화롭게 꾸며 뒷간도 화려한 옷을 입은 십 여명의 시녀들이 화장품과 향수를 들고 접대하게 하여 손님들은 침실인 줄 알고 놀라 돌아올 정도였다고 한다. 그는 금곡원(金谷園)에 관리와 문인들을 초대하여 주연(酒宴)을 자주 열며 풍류를 즐겼는데, 주연(酒宴)에서 시를 짓지 못하는 사람에게는 벌로 세 말의 술을 마시게 하였다고 한다. 이 고사에서 '금곡주수(金谷酒數)'라는 말은 '술자리에서 받는 벌주'를 가리키게 되었다..
석숭에게는 녹주(綠珠)라는 애첩(愛妾)이 있었는데, 피리를 잘 불 뿐 아니라 악부(樂府)도 잘 지었다. 그는 녹주를 총애하여 '원기루(苑綺樓)' 또는 '녹주루(綠珠樓)'라고 하는 백장 높이의 누각을 지었다. 조왕(趙王) 사마륜의 측근이었던 손수(孫秀)가 녹주의 미색을 탐하였으나 석숭은 받아들이지 않았다.
300년, 사마륜이 가후(賈后)의 세력을 제거하고 전권을 장악하자, 석숭은 황문랑(黃門郞) 반악과 함께 회남왕 사마윤과 제왕 사마경 등과 연합해 사마륜을 제거하려 했다. 손수가 이를 알고 대군을 이끌고 금곡원을 포위하자, 녹주는 누각에서 몸을 던져 자살하였고, 석숭은 반악 등과 함께 사로잡혀 참수당했다.

## 기타
석숭은 관직을 이용해 향료 무역 등을 독점하여 큰 부자가 되었는데, 백여명의 처첩(妻妾)을 거느렸으며, 집안의 하인도 8백여명이나 되었다고 한다. 그래서 중국은 물론 한국 등 동아시아 지역에서 오랜 기간 동안 부자의 대명사처럼 여겨졌다. 중국에서 석숭은 복(福), 녹(祿), 수(壽)의 삼선(三仙)의 가운데 녹(祿)을 상징하는 인물로 숭앙되었다.